# Stanisław Bretsznajder
Stanisław Bretsznajder (ur. 19 lipca 1907 w Mikołajowie, zm. 14 kwietnia 1967 w Warszawie) – polski chemik, nauczyciel akademicki i naukowiec, uznawany za prekursora zastosowań modelowania matematycznego w technologii chemicznej i twórcę oryginalnej polskiej szkoły naukowej.

## Życiorys
Stanisław Bretsznajder urodził się w 1907 roku. Skończył gimnazjum w Radomiu (1926), inżynierskie studia chemiczne w Warszawie (1930) i uzupełniające studia w zakresie technicznej elektrochemii w Wiedniu. Odbył liczne staże przemysłowe, m.in. w Berlinie. W czasie II wojny światowej współpracował z AK pod pseudonimem „Chemik” (przygotowywanie akcji sabotażowych). Pracował, w Politechnice Warszawskiej (1931–1939, 1949–1967) i Politechnice Śląskiej (1945–1949), jako nauczyciel akademicki i naukowiec ściśle współpracujący z przemysłem chemicznym. Kolejne stopnie naukowe uzyskał w latach: doktorat (1933), habilitacja (1936), profesor nadzwyczajny (1946), profesor zwyczajny (1955).
Zmarł w Warszawie w 1967 roku, po ciężkiej chorobie. Został pochowany w alei zasłużonych (grób 73) na cmentarzu Powązkowskim.

## Okres przed wybuchem II wojny światowej
Stanisław Bretsznajder był synem inżyniera kolejowego. Urodził się w 1907 roku w Mikołajowie nad Morzem Czarnym. Uczył się w Gimnazjum im. Tytusa Chałubińskiego w Radomiu (1926), równocześnie pracując w Miejskim Laboratorium Analitycznym (1923-1925).

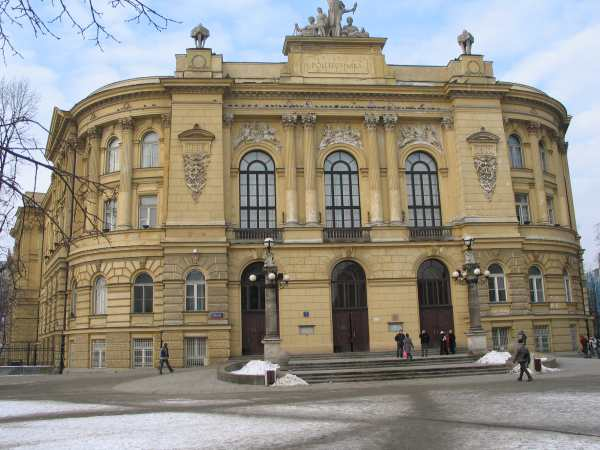
Budynek główny Politechniki Warszawskiej

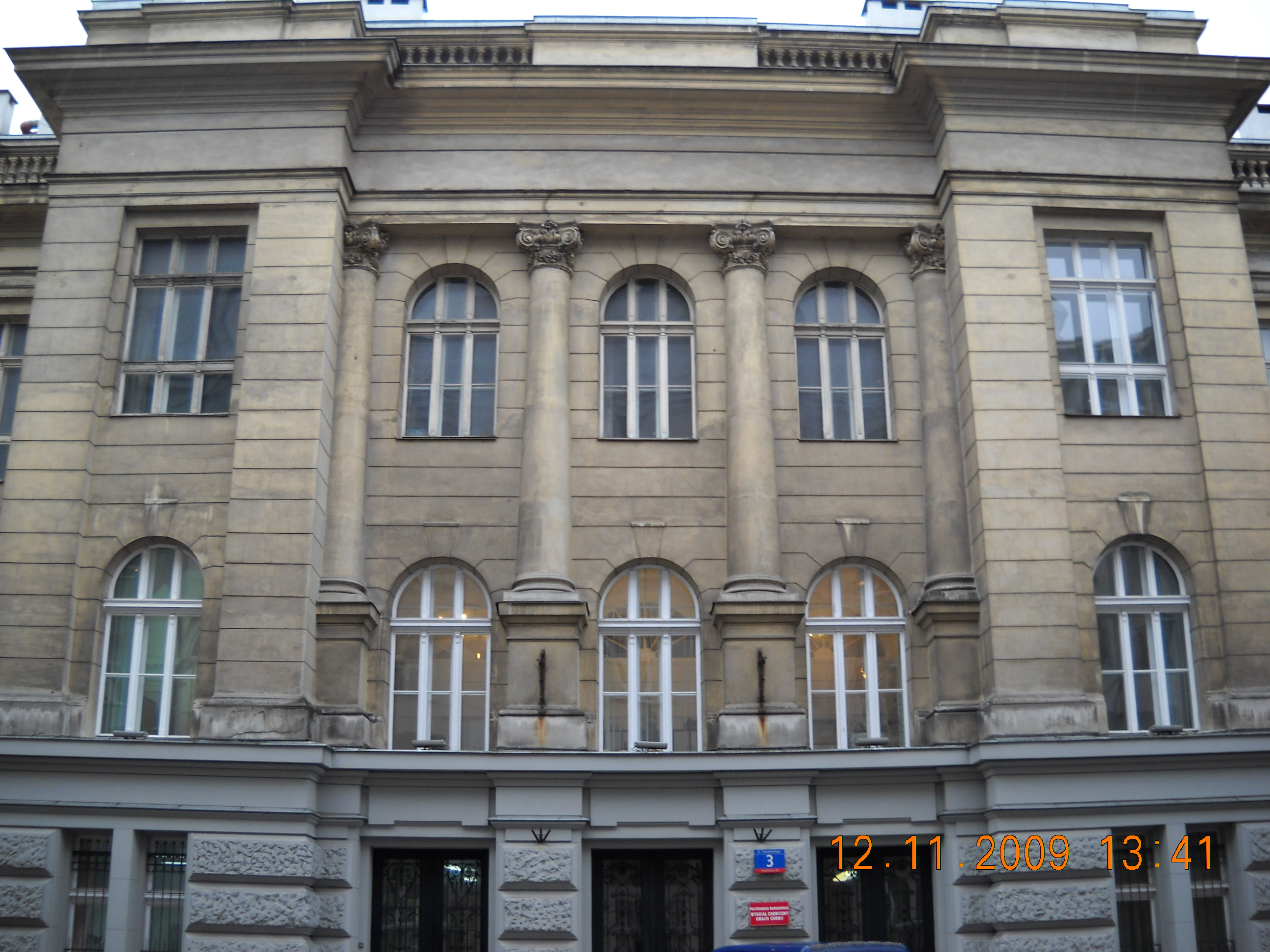
Wydział Chemiczny PW

W latach 1926–1930 studiował chemię w Politechnice Warszawskiej (PW). Po uzyskaniu dyplomu inżyniera-chemika uzupełniał wykształcenie w zakresie elektrochemii technicznej w Wiedniu, jako stypendysta u znanego specjalisty – prof. J. Billitera. Odbył też staż przemysłowy w kilku zakładach polskich i w firmie „Crebs” w Berlinie.
W 1931 roku został starszym asystentem w Katedrze Technologii Chemicznej Nieorganicznej PW i zaczął, pod kierunkiem prof. Józefa Zawadzkiego, pracę doktorską na temat dysocjacji termicznej ciał stałych. Stopień doktora nauk technicznych uzyskał w 1933 roku, po czym, po kolejnych praktykach w przemyśle (Mościce, Szopienice, Szarlej, Trzebinia), rozpoczął badania nad wytwarzaniem aluminium z krajowych glin. Wyniki tych badań stały się podstawą dwóch decyzji: o budowie fabryki tlenku glinu (do realizacji tych planów nie doszło z powodu wybuchu wojny) oraz o przyznaniu S. Bretsznajderowi habilitacji i stopnia docenta (1936). Powierzono mu m.in. prowadzenie wykładów nt. „Podstawy procesów przemysłowych”, wcześniej nie powadzonych, łączących w systematyczną całość aspekty fizykochemiczne, technologiczne i inżynieryjne, związanych z powstającą w tym czasie dyscypliną naukową – inżynierią chemiczną. Bretsznajder prowadził też wykłady z elektrochemii technicznej oraz technologii cementu i materiałów wiążących dla studentów PW, a dla studentów Uniwersytetu Warszawskiego – wykłady z technologii chemicznej. Na Wydziale Matematyczno-Przyrodniczym UW zaczął organizować Katedrę Technologii Chemicznej.

## Okres II wojny światowej
W czasie II wojny światowej (1940-1944) S. Bretsznajder pracował w fabryce odczynników chemicznych J. Tobis w Warszawie. Współpracując z AK produkował, jako „Chemik”, materiały chemiczne do akcji sabotażowych. W okresie powstania warszawskiego przebywał poza Warszawą.

## Okres po zakończeniu II wojny światowej

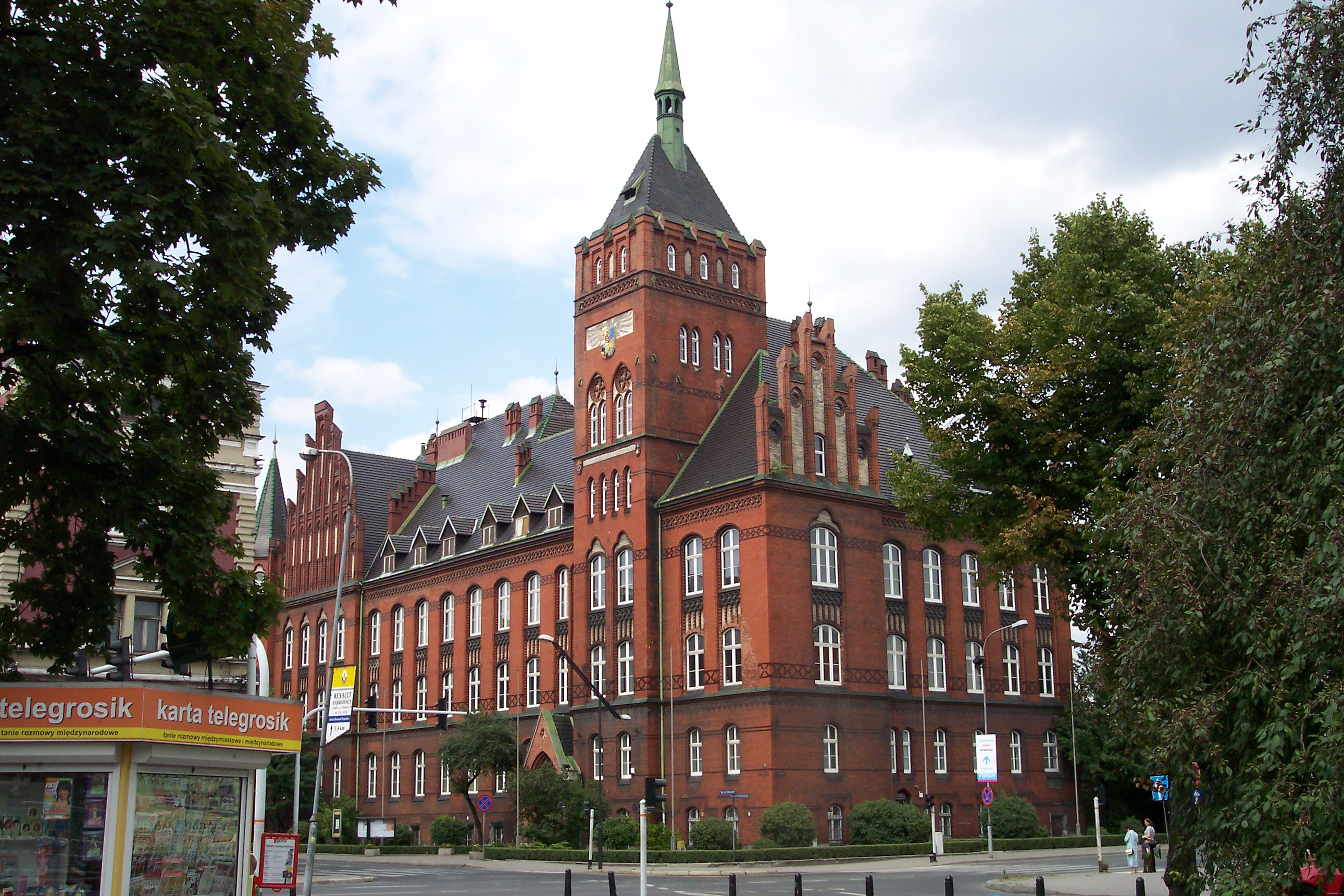
Wydział Chemiczny II PŚl

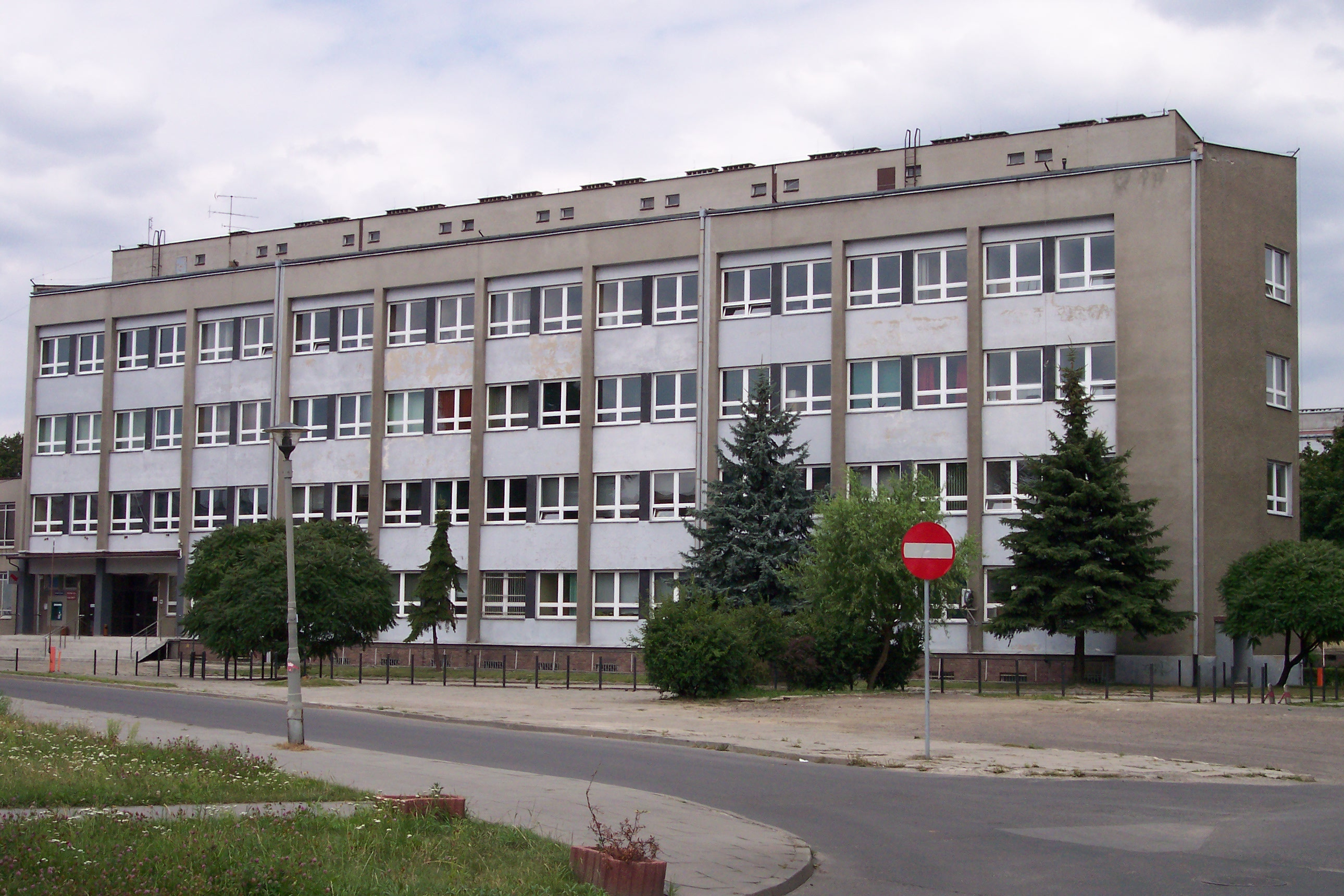
Wydział Chemiczny I PŚl

W latach 1945–1949 S. Bretsznajder pełnił m.in. funkcję doradcy technicznego i kierownika naukowego w zespole odbudowującym zniszczone Państwowe Zakłady Syntezy Chemicznej w Dworach k. Oświęcimia. W tym samym czasie pracował na Politechnice Śląskiej, jako kierownik Katedry Technologii Nieorganicznej; był też dziekanem Wydziału Chemicznego.
W 1949 roku S. Bretsznajder wrócił do Warszawy i objął stworzoną dla niego Katedrę Inżynierii Chemicznej II, którą w 1951 nazwano Katedrą Projektowania Technologicznego. W Katedrze prowadził zajęcia dydaktyczne oraz nowatorskie badania, związane z projektowaniem procesów technologicznych, w tym np. z modelowaniem i powiększaniem skali procesów, kinetyką reakcji kontaktowych i topochemicznych. Wykłady S. Bretsznajdera dotyczyły również zagadnień projektowania reaktorów chemicznych, co w Polsce miało znaczenie przełomowe.
W latach 1950–1952 Bretsznajder był dziekanem Wydziału Chemicznego PW, a od 1965 roku – członkiem Senatu uczelni.

## Dorobek naukowy
W dorobku naukowym Stanisława Bretsznajdera znajduje się m.in.:
- 171 publikacji w czasopismach krajowych i zagranicznych,
- 17 monografii, książek oraz rozdziałów w zbiorowych opracowaniach książkowych,
- 36 patentów (w tym 6 zastrzeżonych w innych krajach),
- 2 przekłady monografii

oraz liczne wystąpienia na krajowych i międzynarodowych konferencjach, zjazdach i kongresach.
Książkę Stanisława Bretsznajera „Własności gazów i cieczy” przetłumaczono na język angielski, a „Zasady ogólne technologii chemicznej” – na język rosyjski i słowacki.
S. Bretsznajder był opiekunem ponad 150 magisterskich prac dyplomowych, 10 prac doktorskich i trzech prac habilitacyjnych.

## Działalność pozauczelniana

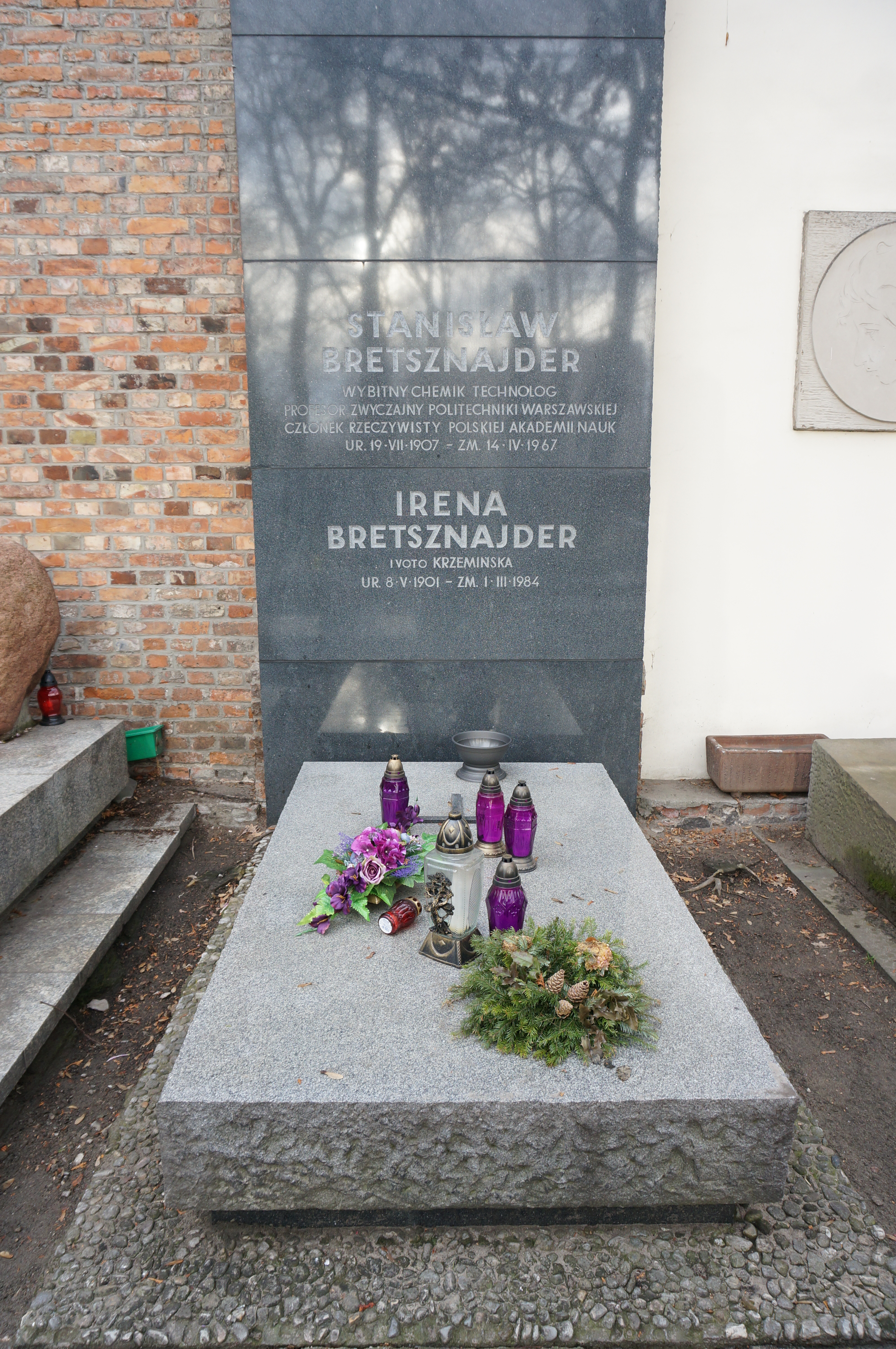
Grób Stanisława Bretsznajdera na cmentarzu Powązkowskim

W latach 1949–1965 S. Bretsznajder był m.in.:
- dyrektorem naukowo-technicznym Głównego Instytutu Chemii Przemysłowej,
- kierownikiem Zakładu Fizykochemicznych Podstaw Technologii Chemicznej w Instytucie Chemii Fizycznej PAN,
- przewodniczącym Podsekcji Chemii i Technologii Nieorganicznej PAN,
- przewodniczącym Sekcji Inżynierii i Aparatury Chemicznej w Polskim Komitecie Normalizacyjnym,
- wiceprezesem Zarządu Głównego Polskiego Towarzystwa Chemicznego (1953-56).

Był też członkiem:
- Rad Naukowych Instytutu Chemii Fizycznej PAN, Instytutu Chemii Ogólnej i Instytutu Badań Jądrowych,
- Komitetu Nauk Chemicznych PAN,
- Rady Ekonomicznej przy Urzędzie Rady Ministrów,
- Głównej Rady Chemii w Komitecie Nauki i Techniki,
- Rady Naukowo-Technicznej przy Ministrze Przemysłu Chemicznego.

Członkiem korespondentem PAN został w 1954 roku, a członkiem rzeczywistym – w 1961 roku.

## Odznaczenia, nagrody, opinie
Stanisław Bretsznajder został odznaczony:
- Krzyż Komandorski Orderu Odrodzenia Polski
- Medal 10-lecia Polski Ludowej (1955)[11]

Otrzymał również liczne nagrody, w dziedzinie nauki i postępu technicznego, m.in.:
- Nagrodę Ministra Szkolnictwa Wyższego I stopnia,
- Nagrodę Ministra Przemysłu Chemicznego,
- Nagrodę Specjalną „Mistrza Techniki”.

Józef Szarawara, profesor Politechniki Śląskiej, autorytet w zakresie technologii chemicznej, napisał:

Prof. S. Bretsznajder był wybitnym uczonym i nauczycielem, był prekursorem matematycznego opisu wyników badań doświadczalnych, był twórcą oryginalnej polskiej szkoły technologii chemicznej. Był człowiekiem o ujmującym sposobie bycia, który siłą swojego charakteru, szerokich horyzontów myślowych, wiedzy i kultury – zapisał się trwale w pamięci tych wszystkich, którzy się z nim zetknęli.

W 1977 przez Politechnika Warszawska, Instytut Chemii w Płocku, Stowarzyszenie Inżynierów i Techników Przemysłu Chemicznego (Oddział przy Zakładzie Głównym PKN Orlen SA) i Polskie Towarzystwo Kalorymetrii i Analizy Termicznej rozpoczęły organizację cyklicznych Seminariów Analizy Termicznej im. Stanisława Bretsznajdera. Pierwsze seminarium tego cyklu zorganizowano w Płocku w 1977 roku. Kolejne seminaria, cieszące się rosnącym zainteresowaniem, odbyły się w latach 1977, 1979, 1983, 1986, 1989, 1993, 1998, 2002, 2007 (termin 10th International Seminar on Thermal Analysis and Calorimetry to the memory of Prof. St. Bretsznajder – 28–30 września 2011) i 2016.